# Мархель, Татьяна Григорьевна
Татьяна Григорьевна Ма́рхель (род. 1939) — советская и белорусская актриса театра и кино. С 1984 года — член Белорусского союза кинематографистов. Народная артистка Беларуси (2011), Заслуженная артистка Белорусской ССР (1984).

## Биография
Татьяна Мархель родилась 19 января 1939 года в деревне Шпаковщина Смолевичского района Минской области.
С раннего детства она занималась в самодеятельности, но в профессиональный театр пришла не сразу. Татьяна Мархель с отличием окончила медицинское училище и 2 года отработала медсестрой, а затем поступила в мединститут. Она играла в драматическом кружке при Доме культуры тракторного завода, который вел А. Беляев, а сценическую речь преподавал Э. Горячий. В результате она бросила мединститут и поступила в театральный. В 1963 году она окончила Белорусский театрально-художественный институт. С 1966 по 1967 г. она была актрисой Алматинского театра для детей и юношества.
Татьяна Мархель была актрисой Гродненского драматического театра, где она работала год, и Могилевского областного драматического театра, где она работала 3 года. 16 лет она служила в Национальном академическом драматическом театре имени Якуба Коласа в Витебске. Она получила грамоту почета от Президиума Верховного совета БССР в 1978 году.
У Татьяны Григорьевны три дочери; с одной из них (Верой Шипило) она играет сейчас на сцене РТБД.
О ней сняты документальные фильмы «И материнский слышится напев» (1984) и «Вот такая судьба» (1994). Того же 1994 года она стала лауреатом Международного конкурса радио-спектаклей «Суздаль-94».
С 1987 по 1993 год она работала в Минском Театре-студии киноактера.
С 1993 года служит в Республиканском театре белорусской драматургии.
В 1999 году она получила знак почёта от Министерства культуры Беларуси. Она получила приз зрительских симпатий на фестивале «Золотой Витязь» в Тамбове в 2001 году, и в том же году получила приз за лучшее исполнение женской роли в спектакле «Женщины Бергмана» на фестивале национальной драматургии в Бобруйске. Она получила приз за лучшее исполнение женской роли в спектакле «Женщины Бергмана» на фестивале «Славянские театральные встречи» в Брянске в 2002 году. В 2003 году она получила приз за лучшую женскую роль в спектакле «Женщины Бергмана» на Первом Международном театральном форуме «Золотой Витязь» в Москве. В 2004 году за личный вклад в развитие театрального искусства, за высокое исполнительское мастерство Татьяна Мархель награждена медалью Франциска Скорины. В 2005 году она получила приз за исполнение женской роли на VII Международном телевизионно-театральном фестивале «Этот День Победы…» (роль Полины в спектакле «Трибунал» А. Е. Макаёнка) в Москве. Она получила приз «За лучшую женскую роль» на театральном фестивале «Театр. Чехов. Ялта» за роль в спектакле «Женщины Бергмана» в 2008 году.
В 2011 году получила звание Народная артистка Беларуси.

## Творчество

### Фильмография
1. 1980 — Третьего не дано — Олимпа
2. 1981 — Контрольная по специальности — Леля
3. 1982 — Давай поженимся — Зина
4. 1982 — Личные счёты — Вера Захаровна Григорьева
5. 1982 — Новая Земля — Ганна — главная роль
6. 1984 — Радуница — Маня
7. 1988 — Меня зовут Арлекино — эпизод
8. 1990 — Мать Урагана — Магда Мякенькая, корчмарка
9. 1990 — Плач перепёлки — Марфа
10. 1992 — Кооператив «Политбюро», или Будет долгим прощание — эпизод
11. 1992 — На тебя уповаю — директор детдома
12. 1993 — Тутэйшия — Анна
13. 1994 — Эпилог — Татьяна
14. 1998 — Цветы от победителей — бабка Юрки
15. 1999 — Каменская
16. 1999 — Рейнджер из атомной зоны
17. 2001 — Свежина с салютом — сваха
18. 2002 — Закон
19. 2003 — Анастасия Слуцкая — Маланка
20. 2003 — Женщины в игре без правил — бабка Маши
21. 2005 — Глубокое течение
22. 2005 — Дети Ванюхина — Бучкина
23. 2005 — Отчий дом — Алевтина
24. 2006 — Добрая весть
25. 2008 — Рифмуется с любовью — Софья Павловна
26. 2008 — Застава Жилина — белоруска
27. 2008 — Пока мы живы
28. 2009 — Суд
29. 2010 — Гадание при свечах — Авдотья
30. 2010 — Журов 2 — соседка
31. 2010 — Притчи — прихожанка
32. 2010 — Капитан Гордеев
33. 2011 — Лето волков — Тарасовна
34. 2013 — Следы апостолов — тётя Алевтины
35. 2013 — Третья мировая — Реброва, колхозница

### Озвучивание
В 1981 году Татьяна Мархель озвучивала фильм Полесская хроника.